# Agnosthaetus rodmani
Agnosthaetus rodmani (лат.) — вид жуков-стафилинид рода Agnosthaetus из подсемейства Euaesthetinae (Staphylinidae). Эндемик Новой Зеландии. Название дано в честь Dr. James Rodman, ранее работавшего в Национальном научном фонде США, а также главного создателя и сторонника программы Национального научного фонда «Партнерство для повышения квалификации в области таксономии» (PEET). Поддержка этой программы сделала возможной работу и монографию авторов открытия новых видов.

## Описание
Мелкие жуки-стафилиниды, длина около 3 мм. Основная окраска красновато-коричневая. Данный вид можно отличить от всех других видов из рода Agnosthaetus по сочетанию отчётливой сетчатой микроскульптуры на дорзуме головы, наличию базального ментального зубца, характерных хромосомовидных медиальных борозд переднеспинки с отклоненными косо вершинами, отделёнными от передних пунктур, и полным латеральным килем переднеспинки. Апикальный край лабрума несёт 20—21 зубцов у самцов и 21—25 у самок. Крылья отсутствуют. Голова, пронотум и надкрылья гладкие. Глаза крупные (занимают почти половину боковой стороны головы). Усики 11-члениковые. Нижнечелюстные щупики состоят из 4 сегментов, а нижнегубные 3-члениковые. Лабиум с парой склеротизированных шипиков. III—VII-й абдоминальные сегменты без парасклеритов. III-й абдоминальный тергит слит со стернитом, образуя кольцевидный сегмент. Базальный членик задних лапок отчётливо вытянутый и длиннее двух последующих тарзомеров. Обладают формулой лапок 5—5—4.
Местообитание: разнообразная лесная растительность, в том числе лес на песчаных дюнах. Образцы были собраны с лесной опавшей листвы и брёвен, папоротников и наземных растений, а также с моховой подстилки. Фенология: круглогодично; большинство экземпляров собрано в апреле (но из одного сбора). Высота на уровнем моря: 10–315 м.

## Систематика
Вид был впервые описан в 2011 году американским энтомологом Дэйвом Кларком в 2011 году (Clarke, 2011) и включён в состав рода Agnosthaetus. Этот вид морфологически наиболее похож на Agnosthaetus bisulciceps. Оба вида имеют отчётливые зубчатые верхнебоковые части срединной лопасти, но у A. rodmani они гораздо меньше, а парамеры простираются гораздо дальше за вершину срединной лопасти, чем у A. bisulciceps.